# Grinneröd
Grinneröd is een plaats in de gemeente Uddevalla in het landschap Bohuslän en de provincie Västra Götalands län in Zweden. De plaats heeft 94 inwoners (2005) en een oppervlakte van 15 hectare. Grinneröd wordt omringd door zowel landbouwgrond als bos. In de plaats staat de kerk Grinneröds kyrka, deze kerk is gebouwd tussen 1858 en 1859, de toren van deze kerk stamt uit de 18de eeuw en heeft trapgevels. De stad Uddevalla ligt zo'n twintig kilometer ten noorden van het dorp.

## Verkeer en vervoer

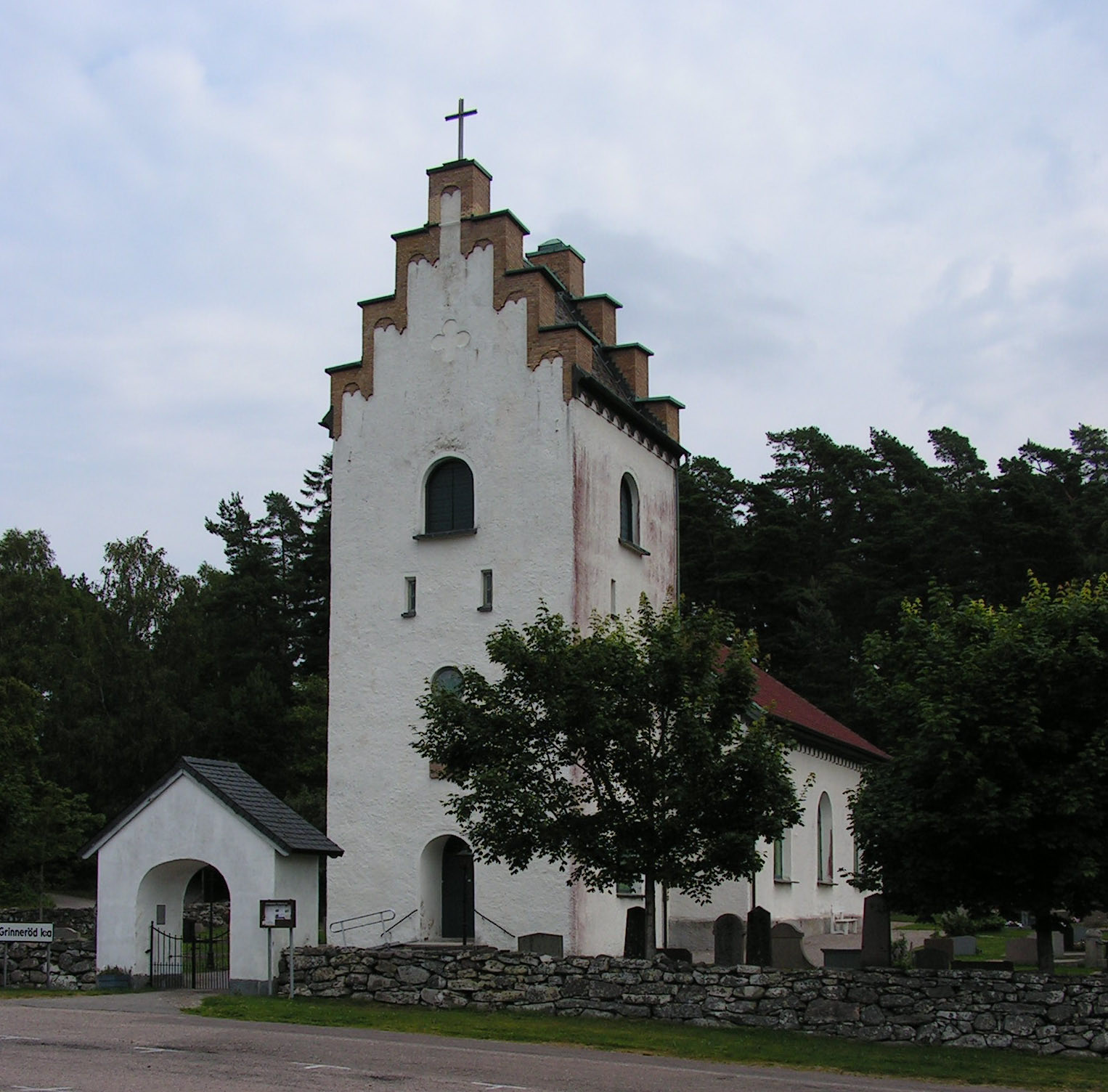
Kerk

Bij de plaats loopt de Länsväg 167.